# Offizierskabine
Die Offizierskabine ist eine Einzelkabine für Schiffsoffiziere (Nautische und Technische Offiziere), die aus Schlafraum und Wohn- und Arbeitsraum besteht. Anders als die Mannschaftskabinen sind Offizierskabinen zumeist auf den höheren Decks gelegen. Offizierskabinen sind geräumiger und komfortabler als andere Kabinen an Bord, um einen dem Rang entsprechenden Komfort zu gewährleisten. Der Kapitän hat üblicherweise repräsentativ ausgestattete Räumlichkeiten. Je nach Hierarchieebene sind die weiteren Offizierskabinen kleiner und bescheidener eingerichtet. 
Auf wenigen Schiffen sowie Yachten gibt es vergleichbare Eignerkabinen, die Kapitänskabinen ähnlich sind. Auf Segelschiffen befinden sich die Offizierskabinen in der Regel auf dem Achterdeck.